# Repêchage d'entrée dans la LNH 1998
Ne pas confondre avec le repêchage d'expansion de la LNH 1998.
1997 1999
Le repêchage d'entrée dans la Ligue nationale de hockey 1998 eut lieu au Marine Midland Arena à Buffalo dans l'État de New York le 27 juin.

## Sélections par tour[1],[2],[3]
Les sigles suivants seront utilisés dans les tableaux pour parler des ligues mineures:
- OHL : Ligue de hockey de l'Ontario.
- LHJMQ : Ligue de hockey junior majeur du Québec.
- NCAA : National Collegiate Athletic Association
- WHL : Ligue de hockey de l'ouest
- Extraliga : Championnat de République tchèque de hockey sur glace
- SM-liiga : Championnat de Finlande de hockey sur glace
- Elitserien : Championnat de Suède de hockey sur glace
- Superliga : Championnat de Russie de hockey sur glace
- DEL : Deutsche Eishockey-Liga, championnat d'Allemagne de hockey sur glace
- LNA : Ligue nationale A

### 1ertour
| Rang | Joueur             | Nationalité        | Équipe LNH                | Repêché de                           |
| ---- | ------------------ | ------------------ | ------------------------- | ------------------------------------ |
| 1    | Vincent Lecavalier | Canada             | Lightning de Tampa Bay    | Océanic de Rimouski (LHJMQ)          |
| 2    | David Legwand      | États-Unis         | Predators de Nashville    | Whalers de Plymouth (OHL)            |
| 3    | Brad Stuart        | Canada             | Sharks de San José        | Pats de Regina (WHL)                 |
| 4    | Bryan Allen        | Canada             | Canucks de Vancouver      | Generals d'Oshawa (OHL)              |
| 5    | Vitali Vishnevski  | Russie             | Mighty Ducks d'Anaheim    | Torpedo Iaroslavl (Superliga)        |
| 6    | Rico Fata          | Canada             | Flames de Calgary         | Knights de London (OHL)              |
| 7    | Manny Malhotra     | Canada             | Rangers de New York       | Storm de Guelph (OHL)                |
| 8    | Mark Bell          | Canada             | Blackhawks de Chicago     | 67 d'Ottawa (OHL)                    |
| 9    | Michael Rupp       | États-Unis         | Islanders de New York     | Otters d'Érié (OHL)                  |
| 10   | Nikolai Antropov   | Kazakhstan         | Maple Leafs de Toronto    | Torpedo Oust-Kamenogorsk (Superliga) |
| 11   | Jeff Heerema       | Canada             | Hurricanes de la Caroline | Sting de Sarnia (OHL)                |
| 12   | Alex Tanguay       | Canada             | Avalanche du Colorado     | Mooseheads d'Halifax (LHJMQ)         |
| 13   | Michael Henrich    | Canada             | Oilers d'Edmonton         | Colts de Barrie (OHL)                |
| 14   | Patrick DesRochers | Canada             | Coyotes de Phoenix        | Sting de Sarnia (OHL)                |
| 15   | Mathieu Chouinard  | Canada             | Sénateurs d'Ottawa        | Cataractes de Shawinigan (LHJMQ)     |
| 16   | Éric Chouinard     | Canada             | Canadiens de Montréal     | Remparts de Québec (LHJMQ)           |
| 17   | Martin Škoula      | République tchèque | Avalanche du Colorado     | Colts de Barrie (OHL)                |
| 18   | Dmitri Kalinine    | Russie             | Sabres de Buffalo         | Traktor Tcheliabinsk (Superliga)     |
| 19   | Robyn Regehr       | Canada             | Avalanche du Colorado     | Blazers de Kamloops (WHL)            |
| 20   | Scott Parker       | États-Unis         | Avalanche du Colorado     | Rockets de Kelowna (WHL)             |
| 21   | Mathieu Biron      | Canada             | Kings de Los Angeles      | Cataractes de Shawinigan (LHJMQ)     |
| 22   | Simon Gagné        | Canada             | Flyers de Philadelphie    | Remparts de Québec (LHJMQ)           |
| 23   | Milan Kraft        | République tchèque | Penguins de Pittsburgh    | Keramika Plzeň (Extraliga)           |
| 24   | Christian Bäckman  | Suède              | Blues de Saint-Louis      | Vastra Frölunda (Elitserien)         |
| 25   | Jiří Fischer       | République tchèque | Red Wings de Détroit      | Olympiques de Hull (LHJMQ)           |
| 26   | Mike Van Ryn       | Canada             | Devils du New Jersey      | Wolverines du Michigan (NCAA)        |
| 27   | Scott Gomez        | États-Unis         | Devils du New Jersey      | Americans de Tri-City (WHL)          |

### 2etour
| Rang | Joueur             | Nationalité        | Équipe LNH             | Repêché de                              |
| ---- | ------------------ | ------------------ | ---------------------- | --------------------------------------- |
| 28   | Ramzi Abid         | Canada             | Avalanche du Colorado  | Saguenéens de Chicoutimi (LHJMQ)        |
| 29   | Jonathan Cheechoo  | Canada             | Sharks de San José     | Bulls de Belleville (OHL)               |
| 30   | Kyle Rossiter      | Canada             | Panthers de la Floride | Chiefs de Spokane (WHL)                 |
| 31   | Artiom Tchoubarov  | Russie             | Canucks de Vancouver   | HK Dinamo Moscou (Superliga)            |
| 32   | Stephen Peat       | Canada             | Mighty Ducks d'Anaheim | Rebels de Red Deer (WHL)                |
| 33   | Blair Betts        | Canada             | Flames de Calgary      | Cougars de Prince George (WHL)          |
| 34   | Andrew Peters      | Canada             | Sabres de Buffalo      | Generals d'Oshawa (OHL)                 |
| 35   | Petr Svoboda       | République tchèque | Maple Leafs de Toronto | HC Havlíčkův Brod (Extraliga)           |
| 36   | Chris Nielsen      | Canada             | Islanders de New York  | Hitmen de Calgary (WHL)                 |
| 37   | Christian Berglund | Suède              | Devils du New Jersey   | Färjestads BK (Elitserien)              |
| 38   | Philippe Sauvé     | États-Unis         | Avalanche du Colorado  | Océanic de Rimouski (LHJMQ)             |
| 39   | John Erskine       | Canada             | Stars de Dallas        | Knights de London (OHL)                 |
| 40   | Randy Copley       | Canada             | Rangers de New York    | Screaming Eagles du Cap-Breton (LHJMQ)  |
| 41   | Maxim Linnik       | Ukraine            | Blues de Saint-Louis   | Équipe Junior B de St. Thomas           |
| 42   | Jason Beckett      | Canada             | Flyers de Philadelphie | Thunderbirds de Seattle (WHL)           |
| 43   | Ossi Vaananen      | Finlande           | Coyotes de Phoenix     | Jokerit Helsinki (SM-liiga)             |
| 44   | Mike Fisher        | Canada             | Sénateurs d'Ottawa     | Wolves de Sudbury (OHL)                 |
| 45   | Mike Ribeiro       | Canada             | Canadiens de Montréal  | Huskies de Rouyn-Noranda (LHJMQ)        |
| 46   | Justin Papineau    | Canada             | Kings de Los Angeles   | Bulls de Belleville (OHL)               |
| 47   | Norm Milley        | Canada             | Sabres de Buffalo      | Wolves de Sudbury (OHL)                 |
| 48   | Jonathan Girard    | Canada             | Bruins de Boston       | Titan Collège-Français de Laval (LHJMQ) |
| 49   | Jomar Cruz         | Canada             | Capitals de Washington | Wheat Kings de Brandon (WHL)            |
| 50   | Jaroslav Kristek   | République tchèque | Sabres de Buffalo      | HC Zlín (Extraliga)                     |
| 51   | Ian Forbes         | Canada             | Flyers de Philadelphie | Storm de Guelph (OHL)                   |
| 52   | Bobby Allen        | États-Unis         | Bruins de Boston       | Eagles de Boston College (NCAA)         |
| 53   | Steve Moore        | Canada             | Avalanche du Colorado  | Crimson d'Harvard (NCAA)                |
| 54   | Alexander Zevakhin | Russie             | Penguins de Pittsburgh | CSKA Moscou (Superliga)                 |
| 55   | Ryan Barnes        | Canada             | Red Wings de Détroit   | Wolves de Sudbury (OHL)                 |
| 56   | Tomek Valtonen     | Finlande           | Red Wings de Détroit   | Ilves Tampere (SM-liiga)                |
| 57   | Tyler Bouck        | Canada             | Stars de Dallas        | Cougars de Prince George (WHL)          |
| 58   | Chris Bala         | États-Unis         | Sénateurs d'Ottawa     | Crimson d'Harvard (NCAA)                |

### 3etour
| Rang | Joueur              | Nationalité | Équipe LNH                | Repêché de                              |
| ---- | ------------------- | ----------- | ------------------------- | --------------------------------------- |
| 59   | Todd Hornung        | Canada      | Capitals de Washington    | Winter Hawks de Portland (WHL)          |
| 60   | Denis Arkhipov      | Russie      | Predators de Nashville    | Ak Bars Kazan(Superliga)                |
| 61   | Joe DiPenta         | Canada      | Panthers de la Floride    | Terriers de Boston (NCAA)               |
| 62   | Paul Manning        | Canada      | Flames de Calgary         | Tigers de Colorado College (NCAA)       |
| 63   | Lance Ward          | Canada      | Panthers de la Floride    | Rebels de Red Deer (WHL)                |
| 64   | Brad Richards       | Canada      | Lightning de Tampa Bay    | Océanic de Rimouski (LHJMQ)             |
| 65   | Éric Laplante       | Canada      | Sharks de San José        | Mooseheads d'Halifax (LHJMQ)            |
| 66   | Jason LaBarbera     | Canada      | Rangers de New York       | Winter Hawks de Portland (WHL)          |
| 67   | Alex Henry          | Canada      | Oilers d'Edmonton         | Knights de London (OHL)                 |
| 68   | Jarkko Ruutu        | Finlande    | Canucks de Vancouver      | HIFK (SM-liiga)                         |
| 69   | Jamie Hodson        | Canada      | Maple Leafs de Toronto    | Wheat Kings de Brandon (WHL)            |
| 70   | Kevin Holdridge     | États-Unis  | Hurricanes de la Caroline | Whalers de Plymouth (OHL)               |
| 71   | Erik Cole           | États-Unis  | Hurricanes de la Caroline | Golden Knights de Clarkson (NCAA)       |
| 72   | Dmitri Afanassenkov | Russie      | Lightning de Tampa Bay    | Torpedo-2 Iaroslavl (Superliga)         |
| 73   | Pat O'Leary         | États-Unis  | Coyotes de Phoenix        | Armstrong H.S. (Minn.)                  |
| 74   | Julien Vauclair     | Suisse      | Sénateurs d'Ottawa        | HC Lugano (LNA)                         |
| 75   | François Beauchemin | Canada      | Canadiens de Montréal     | Titan Collège-Français de Laval (LHJMQ) |
| 76   | Alekseï Volkov      | Russie      | Kings de Los Angeles      | Krylia Sovetov 2 (Pervaïa liga)         |
| 77   | Mike Pandolfo       | États-Unis  | Sabres de Buffalo         | St. Sebastian's HS (Mass.)              |
| 78   | Peter Nordström     | Suède       | Bruins de Boston          | Färjestads BK (Elitserien)              |
| 79   | Ievgueni Lazarev    | Ukraine     | Avalanche du Colorado     | Rangers de Kitchener (OHL)              |
| 80   | David Cameron       | Canada      | Penguins de Pittsburgh    | Raiders de Prince Albert (WHL)          |
| 81   | Justin Morrison     | Canada      | Canucks de Vancouver      | Tigers de Colorado College (NCAA)       |
| 82   | Brian Gionta        | États-Unis  | Devils du New Jersey      | Eagles de Boston College (NCAA)         |
| 83   | Matt Walker         | Canada      | Blues de Saint-Louis      | Winter Hawks de Portland (WHL)          |
| 84   | Jake McCracken      | Canada      | Red Wings de Détroit      | Greyhounds de Sault Ste. Marie (OHL)    |
| 85   | Geoff Koch          | États-Unis  | Predators de Nashville    | Wolverines du Michigan (NCAA)           |
| 86   | Gabriel Karlssön    | Suède       | Stars de Dallas           | HV 71 (Elitserien)                      |

### 4etour
| Rang | Joueur              | Nationalité        | Équipe LNH                | Repêché de                           |
| ---- | ------------------- | ------------------ | ------------------------- | ------------------------------------ |
| 87   | Alexei Ponikarovsky | Ukraine            | Maple Leafs de Toronto    | Dynamo-2 Moscou (Superliga)          |
| 88   | Kent Sauer          | États-Unis         | Predators de Nashville    | Huskies de North Iowa (USHL)         |
| 89   | Ryan Jardine        | Canada             | Panthers de la Floride    | Greyhounds de Sault Ste. Marie (OHL) |
| 90   | Regan Darby         | Canada             | Canucks de Vancouver      | Americans de Tri-City (WHL)          |
| 91   | Josef Vasicek       | République tchèque | Hurricanes de la Caroline | HC Slavia Prague (Extraliga)         |
| 92   | Eric Beaudoin       | Canada             | Lightning de Tampa Bay    | Storm de Guelph (OHL)                |
| 93   | Tommy Westlund      | Suède              | Hurricanes de la Caroline | Brynäs IF (Elitserien)               |
| 94   | Matthias Trattnig   | Autriche           | Blackhawks de Chicago     | Black Bears du Maine (NCAA)          |
| 95   | Andy Burnham        | Canada             | Islanders de New York     | Spitfires de Windsor (OHL)           |
| 96   | Mikko Jokela        | Finlande           | Devils du New Jersey      | HIFK (SM-liiga)                      |
| 97   | Chris Madden        | États-Unis         | Hurricanes de la Caroline | Storm de Guelph (OHL)                |
| 98   | Rob Davison         | Canada             | Sharks de San José        | Centennials de North Bay (OHL)       |
| 99   | Shawn Horcoff       | Canada             | Oilers d'Edmonton         | Wolverines du Michigan (NCAA)        |
| 100  | Ryan Van Buskirk    | Canada             | Coyotes de Phoenix        | Sting de Sarnia (OHL)                |
| 101  | Petr Schastlivy     | Russie             | Sénateurs d'Ottawa        | Torpedo Iaroslavl (Superliga)        |
| 102  | Shaun Sutter        | Canada             | Flames de Calgary         | Hurricanes de Lethbridge (WHL)       |
| 103  | Kip Brennan         | Canada             | Kings de Los Angeles      | Wolves de Sudbury (OHL)              |
| 104  | Miroslav Zálešák    | Slovaquie          | Sharks de San José        | HK Nitra (Slovaquie)                 |
| 105  | Pierre Dagenais     | Canada             | Devils du New Jersey      | Huskies de Rouyn-Noranda (LHJMQ)     |
| 106  | Krys Barch          | Canada             | Capitals de Washington    | Knights de London (OHL)              |
| 107  | Chris Corrinet      | États-Unis         | Capitals de Washington    | Tigers de Princeton (NCAA)           |
| 108  | Dany Sabourin       | Canada             | Flames de Calgary         | Faucons de Sherbrooke (LHJMQ)        |
| 109  | Jean-Philippe Morin | Canada             | Flyers de Philadelphie    | Voltigeurs de Drummondville (LHJMQ)  |
| 110  | Scott Myers         | Canada             | Penguins de Pittsburgh    | Cougars de Prince George (WHL)       |
| 111  | Brent Hobday        | Canada             | Red Wings de Détroit      | Warriors de Moose Jaw (WHL)          |
| 112  | Viktor Wallin       | Suède              | Mighty Ducks d'Anaheim    | HV 71 (Elitserien)                   |
| 113  | Kristian Antila     | Finlande           | Oilers d'Edmonton         | Ilves Tampere Jr. (SM-liiga)         |
| 114  | Boyd Kane           | Canada             | Rangers de New York       | Pats de Regina (WHL)                 |

### 5etour
| Rang | Joueur                | Nationalité        | Équipe LNH             | Repêché de                              |
| ---- | --------------------- | ------------------ | ---------------------- | --------------------------------------- |
| 115  | Jay Leach             | États-Unis         | Coyotes de Phoenix     | Friars de Providence (NCAA)             |
| 116  | Josh Blackburn        | États-Unis         | Coyotes de Phoenix     | Stars de Lincoln (USHL)                 |
| 117  | Jaroslav Špaček       | République tchèque | Panthers de la Floride | Färjestads BK (Elitserien)              |
| 118  | Mike Siklenka         | Canada             | Capitals de Washington | Équipe tier 2 de Lloydminster           |
| 119  | Anton But             | Russie             | Devils du New Jersey   | Torpedo Iaroslavl 2 (Vysshaya liga)     |
| 120  | Brent Gauvreau        | Canada             | Flames de Calgary      | Generals d'Oshawa (OHL)                 |
| 121  | Curtis Rich           | Canada             | Lightning de Tampa Bay | Hitmen de Calgary (WHL)                 |
| 122  | Pat Leahy             | États-Unis         | Rangers de New York    | Redhawks de Miami (NCAA)                |
| 123  | Jiří Dopita           | République tchèque | Islanders de New York  | Petra Vsetin HC (Extraliga)             |
| 124  | Francis Bélanger      | Canada             | Flyers de Philadelphie | Océanic de Rimouski (LHJMQ)             |
| 125  | Erik Wendell          | États-Unis         | Capitals de Washington | Maple Grove H.S. (Minn.)                |
| 126  | Morgan Warren         | Canada             | Maple Leafs de Toronto | Wildcats de Moncton (LHJMQ)             |
| 127  | Brandon Coalter       | Canada             | Sharks de San José     | Generals d'Oshawa (OHL)                 |
| 128  | Paul Elliott          | Canada             | Oilers d'Edmonton      | Hurricanes de Lethbridge (WHL)          |
| 129  | Robert Schnabel       | République tchèque | Coyotes de Phoenix     | Rebels de Red Deer (WHL)                |
| 130  | Gavin McLeod          | Canada             | Sénateurs d'Ottawa     | Rockets de Kelowna (WHL)                |
| 131  | Tomáš Klouček         | République tchèque | Rangers de New York    | HC Slavia Prague (Extraliga)            |
| 132  | Andreï Bachkirov      | Russie             | Canadiens de Montréal  | Komets de Fort Wayne (IHL)              |
| 133  | Joe Rullier           | Canada             | Kings de Los Angeles   | Océanic de Rimouski (LHJMQ)             |
| 134  | Rob Scuderi           | États-Unis         | Penguins de Pittsburgh | Eagles de Boston College (NCAA)         |
| 135  | Andrew Raycroft       | Canada             | Bruins de Boston       | Wolves de Sudbury (OHL)                 |
| 136  | David Jonsson         | Suède              | Canucks de Vancouver   | Leksands IF (Elitserien)                |
| 137  | Aaron Goldade         | Canada             | Sabres de Buffalo      | Wheat Kings de Brandon (WHL)            |
| 138  | Martin Beauchêsne     | Canada             | Predators de Nashville | Faucons de Sherbrooke (LHJMQ)           |
| 139  | Garrett Prosofsky     | Canada             | Flyers de Philadelphie | Blades de Saskatoon (WHL)               |
| 140  | Rick Bertran          | Canada             | Canucks de Vancouver   | Rangers de Kitchener (OHL)              |
| 141  | Kristinn(K.C.)Timmons | Canada             | Avalanche du Colorado  | Americans de Tri-City (WHL)             |
| 142  | Cale Steen            | Suède              | Red Wings de Détroit   | Hammarby IF (Elitserien)                |
| 143  | Ryan Flinn            | États-Unis         | Devils du New Jersey   | Titan Collège-Français de Laval (LHJMQ) |
| 144  | Oleg Smirnov          | Russie             | Oilers d'Edmonton      | Elektrostal Kristall (WPHL)             |
| 145  | Mikael Samuelsson     | Suède              | Sharks de San José     | Södertälje SK (Elitserien)              |

### 6etour
| Rang | Joueur               | Nationalité        | Équipe LNH             | Repêché de                             |
| ---- | -------------------- | ------------------ | ---------------------- | -------------------------------------- |
| 146  | Sergueï Kouznetsov   | Russie             | Lightning de Tampa Bay | Torpedo Iaroslavl (Superliga)          |
| 147  | Craig Brunel         | Canada             | Predators de Nashville | Raiders de Prince Albert (WHL)         |
| 148  | Chris Ovington       | Canada             | Panthers de la Floride | Rebels de Red Deer (WHL)               |
| 149  | Paul Cabana          | Canada             | Canucks de Vancouver   | Équipe tier 2 de Fort McMurray         |
| 150  | Trent Hunter         | Canada             | Mighty Ducks d'Anaheim | Cougars de Prince George (WHL)         |
| 151  | Adam DeLeeuw         | Canada             | Red Wings de Détroit   | Colts de Barrie (OHL)                  |
| 152  | Gordie Dwyer         | Canada             | Canadiens de Montréal  | Remparts de Québec (LHJMQ)             |
| 153  | Pavel Patera         | République tchèque | Stars de Dallas        | AIK IF (Elitserien)                    |
| 154  | Allan Rourke         | Canada             | Maple Leafs de Toronto | Rangers de Kitchener (OHL)             |
| 155  | Kevin Clauson        | États-Unis         | Islanders de New York  | Broncos de Western Michigan (NCAA)     |
| 156  | Kent Huskins         | Canada             | Blackhawks de Chicago  | Golden Kngihts de Clarkson (NCAA)      |
| 157  | Brad Voth            | Canada             | Blues de Saint-Louis   | Tigers de Medicine Hat (WHL)           |
| 158  | Jari Viuhkola        | Finlande           | Blackhawks de Chicago  | Kärpät Oulu (SM-liiga)                 |
| 159  | Trevor Ettinger      | Canada             | Oilers d'Edmonton      | Screaming Eagles du Cap-Breton (LHJMQ) |
| 160  | Rickard Wallin       | Suède              | Coyotes de Phoenix     | Färjestads BK (Elitserien)             |
| 161  | Chris Neil           | Canada             | Sénateurs d'Ottawa     | Centennials de North Bay (OHL)         |
| 162  | Andreï Markov        | Russie             | Canadiens de Montréal  | Khimik Voskressensk (Superliga)        |
| 163  | Tomáš Žižka          | République tchèque | Kings de Los Angeles   | HC Zlín (Extraliga)                    |
| 164  | Aleš Kotalík         | République tchèque | Sabres de Buffalo      | HC České Budějovice (Extraliga)        |
| 165  | Ryan Milanovic       | Canada             | Bruins de Boston       | Rangers de Kitchener (OHL)             |
| 166  | Jonathan Pelletier   | Canada             | Blackhawks de Chicago  | Voltigeurs de Drummondville (LHJMQ)    |
| 167  | Aleksandr Riazantsev | Russie             | Avalanche du Colorado  | Tigres de Victoriaville (LHJMQ)        |
| 168  | Antero Niittymäki    | Finlande           | Flyers de Philadelphie | TPS Turku (SM-liiga)                   |
| 169  | Jan Fadrný           | République tchèque | Penguins de Pittsburgh | HC Slavia Prague (Extraliga)           |
| 170  | Andreï Trochtchinski | Kazakhstan         | Blues de Saint-Louis   | Oust-Kamenogorsk (Kazak.)              |
| 171  | Pavel Datsiouk       | Russie             | Red Wings de Détroit   | Ak Bars Kazan (Superliga)              |
| 172  | Jacques Larivière    | Canada             | Devils du New Jersey   | Wildcats de Moncton (LHJMQ)            |
| 173  | Niko Kapanen         | Finlande           | Stars de Dallas        | HPK Hämeenlinna (SM-liiga)             |

### 7etour
| Rang | Joueur              | Nationalité        | Équipe LNH                | Repêché de                             |
| ---- | ------------------- | ------------------ | ------------------------- | -------------------------------------- |
| 174  | Brett Allan         | Canada             | Lightning de Tampa Bay    | Broncos de Swift Current (WHL)         |
| 175  | Cam Ondrik          | Canada             | Flyers de Philadelphie    | Tigers de Medicine Hat (WHL)           |
| 176  | B.J. Ketcheson      | Canada             | Panthers de la Floride    | Petes de Peterborough (OHL)            |
| 177  | Vincent Malts       | États-Unis         | Canucks de Vancouver      | Olympiques de Hull (LHJMQ)             |
| 178  | Jesse Fibiger       | Canada             | Mighty Ducks d'Anaheim    | Bulldogs de Minnesota-Duluth (NCAA)    |
| 179  | Nathan Forster      | Canada             | Capitals de Washington    | Thunderbirds de Seattle (WHL)          |
| 180  | Stefan Lundqvist    | Suède              | Rangers de New York       | Brynäs IF (Elitserien)                 |
| 181  | Jonathan Gagnon     | Canada             | Maple Leafs de Toronto    | Screaming Eagles du Cap-Breton (LHJMQ) |
| 182  | Ievgueni Koroliov   | Russie             | Islanders de New York     | Knights de London (OHL)                |
| 183  | Tyler Arnason       | États-Unis         | Blackhawks de Chicago     | Fargo-Moorhead (USHL)                  |
| 184  | Don Smith           | États-Unis         | Hurricanes de la Caroline | Golden Knights de Clarkson (NCAA)      |
| 185  | Robert Mulick       | Canada             | Sharks de San José        | Greyhounds de Sault Ste. Marie (OHL)   |
| 186  | Michael Morrison    | États-Unis         | Oilers d'Edmonton         | Exeter H.S. (N.H.)                     |
| 187  | Erik Westrum        | États-Unis         | Coyotes de Phoenix        | Golden Gophers du Minnesota (NCAA)     |
| 188  | Michel Périard      | Canada             | Sénateurs d'Ottawa        | Cataractes de Shawinigan (LHJMQ)       |
| 189  | Andreï Kroutchinine | Kazakhstan         | Canadiens de Montréal     | Lada Togliatti (Superliga)             |
| 190  | Tommi Hannus        | Finlande           | Kings de Los Angeles      | TPS Turku (SM-liiga)                   |
| 191  | Brad Moran          | Canada             | Sabres de Buffalo         | Hitmen de Calgary (WHL)                |
| 192  | Radek Duda          | République tchèque | Flames de Calgary         | HC Sparta Prague (Extraliga)           |
| 193  | Rastislav Stana     | Slovaquie          | Capitals de Washington    | HC Kosice (Extraliga)                  |
| 194  | Oak Hewer           | Canada             | Lightning de Tampa Bay    | Greyhounds de Sault Ste. Marie (OHL)   |
| 195  | Tomas Divisek       | République tchèque | Flyers de Philadelphie    | HC Slavia Prague (Extraliga)           |
| 196  | Joel Scherban       | Canada             | Penguins de Pittsburgh    | Knights de London (OHL)                |
| 197  | Brad Twordik        | Canada             | Blues de Saint-Louis      | Wheat Kings de Brandon (WHL)           |
| 198  | Jeremy Goetzinger   | Canada             | Red Wings de Détroit      | Raiders de Prince Albert (WHL)         |
| 199  | Erik Jensen         | États-Unis         | Devils du New Jersey      | Bucaneers de Des Moines (USHL)         |
| 200  | Scott Perry         | États-Unis         | Stars de Dallas           | Terriers de Boston (NCAA)              |

### 8etour
| Rang | Joueur               | Nationalité        | Équipe LNH                | Repêché de                            |
| ---- | -------------------- | ------------------ | ------------------------- | ------------------------------------- |
| 201  | Craig Murray         | Canada             | Canadiens de Montréal     | Penticton (BCJHL)                     |
| 202  | Martin Bartek        | Slovaquie          | Predators de Nashville    | Faucons de Sherbrooke (LHJMQ)         |
| 203  | Ian Jacobs           | Canada             | Panthers de la Floride    | 67 d'Ottawa (OHL)                     |
| 204  | Graig Mischler       | États-Unis         | Canucks de Vancouver      | Huskies de Northeastern (NCAA)        |
| 205  | David Bernier        | Canada             | Mighty Ducks d'Anaheim    | Remparts de Québec (LHJMQ)            |
| 206  | Jonas Frögren        | Suède              | Flames de Calgary         | Färjestads BK (Elitserien)            |
| 207  | Johan Witehall       | Suède              | Rangers de New York       | Leksands IF (Elitserien)              |
| 208  | Jaroslav Svoboda     | République tchèque | Hurricanes de la Caroline | HC Olomouc (Extraliga)                |
| 209  | Frédérik Brind'Amour | Canada             | Islanders de New York     | Faucons de Sherbrooke (LHJMQ)         |
| 210  | Sean Griffin         | Canada             | Blackhawks de Chicago     | Frontenacs de Kingston (OHL)          |
| 211  | Mark Kosick          | Canada             | Hurricanes de la Caroline | Wolverines du Michigan (NCAA)         |
| 212  | Jim Fahey            | États-Unis         | Sharks de San José        | Catholic Memorial H.S. (Mass.)        |
| 213  | Christian Lefebvre   | Canada             | Oilers d'Edmonton         | Drakkar de Baie-Comeau (LHJMQ)        |
| 214  | Justin Hansen        | Canada             | Coyotes de Phoenix        | Warriors de Moose Jaw (WHL)           |
| 215  | Dwight Wolfe         | Canada             | Maple Leafs de Toronto    | Mooseheads d'Halifax (LHJMQ)          |
| 216  | Michael Ryder        | Canada             | Canadiens de Montréal     | Olympiques de Hull (LHJMQ)            |
| 217  | Jim Henkel           | États-Unis         | Kings de Los Angeles      | Coyotes de New England (EJHL)         |
| 218  | David Moravec        | République tchèque | Sabres de Buffalo         | HC Vítkovice (Extraliga)              |
| 219  | Curtis Valentine     | Canada             | Canucks de Vancouver      | Falcons de Bowling Green (NCAA)       |
| 220  | Mike Farrell         | États-Unis         | Capitals de Washington    | Friars de Providence (NCAA)           |
| 221  | Daniel Hulak         | Canada             | Lightning de Tampa Bay    | Broncos de Swift Current (WHL)        |
| 222  | Ľubomír Pištek       | Slovaquie          | Flyers de Philadelphie    | HC Slovan Bratislava (Extraliga slo.) |
| 223  | Sergueï Verenkine    | Russie             | Sénateurs d'Ottawa        | Lokomotiv Iaroslavl (Superliga)       |
| 224  | Mika Lehto           | Finlande           | Penguins de Pittsburgh    | Ässät Pori (SM-liiga)                 |
| 225  | Ievgueni Pastoukh    | Ukraine            | Blues de Saint-Louis      | Lokomotiv Iaroslavl (Superliga)       |
| 226  | David Petrasek       | Suède              | Red Wings de Détroit      | HV 71 Jonkoping (Elitserien)          |
| 227  | Marko Ahosilta       | Finlande           | Devils du New Jersey      | KalPa Kuopio (SM-liiga)               |
| 228  | Michal Travnicek     | République tchèque | Maple Leafs de Toronto    | HC Chemopetrol Litvínov (Extraliga)   |

### 9etour
| Rang | Joueur                | Nationalité        | Équipe LNH                | Repêché de                            |
| ---- | --------------------- | ------------------ | ------------------------- | ------------------------------------- |
| 229  | Chris Lyness          | Canada             | Lightning de Tampa Bay    | Huskies de Rouyn-Noranda (LHJMQ)      |
| 230  | Kārlis Skrastiņš      | Lettonie           | Predators de Nashville    | TPS Turku (SM-liiga)                  |
| 231  | Adrian Wichser        | Suisse             | Panthers de la Floride    | Kloten Flyers (LNA)                   |
| 232  | Jason Metcalfe        | Canada             | Canucks de Vancouver      | Knights de London (OHL)               |
| 233  | Pelle Prestberg       | Suède              | Mighty Ducks d'Anaheim    | Färjestads BK (Elitserien)            |
| 234  | Kevin Mitchell        | États-Unis         | Flames de Calgary         | Storm de Guelph (OHL)                 |
| 235  | Jan Mertzig           | Suède              | Rangers de New York       | Luleå HF (Elitserien)                 |
| 236  | Sergei Rostov         | Russie             | Maple Leafs de Toronto    | Dynamo Moscou (Superliga)             |
| 237  | Ben Blais             | États-Unis         | Islanders de New York     | Équipe junior de Walpole              |
| 238  | Alexandre Couture     | Canada             | Blackhawks de Chicago     | Faucons de Sherbrooke (LHJMQ)         |
| 239  | Brent McDonald        | Canada             | Hurricanes de la Caroline | Rebels de Red Deer (WHL)              |
| 240  | Andrei Yershov        | Russie             | Blackhawks de Chicago     | Khimik Moskovskaïa Oblast (Superliga) |
| 241  | Maxim Spiridonov      | Russie             | Oilers d'Edmonton         | Knights de London (OHL)               |
| 242  | Jason Doyle           | Canada             | Islanders de New York     | Attack d'Owen Sound (OHL)             |
| 243  | Petr Hubáček          | République tchèque | Flyers de Philadelphie    | HC Kometa Brno (République tchèque)   |
| 244  | Toby Petersen         | États-Unis         | Penguins de Pittsburgh    | Tigers de Colorado College (NCAA)     |
| 245  | Andreas Anderssön     | Suède              | Mighty Ducks d'Anaheim    | HV 71 (Elitserien)                    |
| 246  | Rastislav Pavlikovský | Slovaquie          | Sénateurs d'Ottawa        | Grizzlies de l'Utah (LIH)             |
| 247  | Darcy Harris          | Canada             | Canadiens de Montréal     | Rangers de Kitchener (OHL)            |
| 248  | Matthew Yeats         | Canada             | Kings de Los Angeles      | Équipe junior A de Olds (AJHL)        |
| 249  | Edo Terglav           | Slovénie           | Sabres de Buffalo         | Drakkar de Baie-Comeau (LHJMQ)        |
| 250  | Radek Matejovsky      | République tchèque | Islanders de New York     | HC Slavia Prague (République tchèque) |
| 251  | Blake Evans           | Canada             | Capitals de Washington    | Americans de Tri-City (WHL)           |
| 252  | Martin Cibak          | Slovaquie          | Lightning de Tampa Bay    | MHk 32 (Slovaquie)                    |
| 253  | Bruno St. Jacques     | Canada             | Flyers de Philadelphie    | Drakkar de Baie-Comeau (LHJMQ)        |
| 254  | Matt Hussey           | États-Unis         | Penguins de Pittsburgh    | Avon Old Farms H.S. (Conn.)           |
| 255  | Johnny Pohl           | États-Unis         | Blues de Saint-Louis      | Red Wing H.S. (Minn.)                 |
| 256  | Petja Pietilainen     | Finlande           | Red Wings de Détroit      | Blades de Saskatoon (WHL)             |
| 257  | Ryan Held             | Canada             | Devils du New Jersey      | Rangers de Kitchener (OHL)            |
| 258  | Sergei Skrobot        | Russie             | Flyers de Philadelphie    | Dynamo Moscou (Superliga)             |